# Le Soleil des morts
Le Soleil des morts est un roman de l'écrivain Bernard Clavel paru en 1998 aux éditions Albin Michel.

Ce roman a obtenu le Prix des Maisons de la presse en 1998.

## Présentation
« La gloire est le soleil des morts »

— Honoré de Balzac, La Recherche de l'Absolu
Le titre Le soleil des morts est expliqué dès la première page à l'aide de la citation de Balzac.
Clavel ajoute par la suite une citation de Romain Rolland : « Ce sont les braves gens qui font l'éternité des fléaux criminels dont l'humanité est martyrisée : ils les sanctifient par leur acceptation héroïque. ». Le livre est dédié à Charles Mour, oncle de Clavel qualifié par ce dernier de « modèle de droiture, d'honnêteté et de dévouement »
La conception du roman fut assez longue pour un roman de Bernard Clavel, l'auteur indiquant comme à son habitude les dates de début et de fin de rédaction : 

## Genèse du roman
Le héros du Soleil des morts, sous le nom de Charles Lambert, c'est son oncle Charles Mour, pour le jeune Clavel, le modèle même de l'homme honnête et dévoué, qu'il fait revivre dans ce roman. Quelqu'un d'imposant, au regard magnétique qui a beaucoup impressionné l'auteur. Il lui racontait des anecdotes sur son enfance, sur la région mais curieusement, jamais sur son métier de militaire et sur la guerre, informations que cependant Bernard Clavel parvenait à grappiller quand des collègues officiers lui rendaient visite et qu'ils parlaient du Bat d’Af, de leurs campagnes du Maroc et de Tunisie ou le front pendant la guerre.
Sa tante, celle qu'il appelle Pauline, a beaucoup compté, aussi férue que son mari des campagnes d'Afrique, elle en gardait un souvenir extraordinaire que Bernard Clavel a raconté dans un autre de ses romans Quand j'étais capitaine. Il est fasciné par le courage, l'abnégation des femmes de cette époque, Pauline d'abord et sa mère, qui est une figure, la grand-mère de Charles, qui s’épuise au travail pour son petit-fils, ou La Gravosse, cette femme de Bat d’Af, qui paiera de sa vie son dévouement.
Lors de la publication de son roman en avril 1998, il en précise la signification : « Ce Soleil des Morts m'a poursuivi des années avant que je ne me décide à l'écrire. […] J’ai tenté de brosser une fresque des temps douloureux que les femmes et les hommes de notre pays ont traversés entre les lendemains de la guerre de 1870 et les années qui ont suivi celle de 1939-1945. Dédié à la mémoire de mon oncle, ce livre l’est aussi à la mémoire de tous les martyrs de la folie et de l'absurdité d'un monde en proie à la violence. »

## Résumé
Charles Lambert a dix ans au début de ce XXe siècle qui va voir beaucoup d'hommes pris dans des conflits planétaires sanglants qui les dépassent. Élevé par sa grand-mère, il vit à la campagne dans une ferme du Jura, formé à l'aune de « l'école de la république ». C'est dit, le jeune homme deviendra comptable mais lui ne pense qu'à venger la cuisante défaite de 1870 qui a vu mourir son grand-père, à prendre sa revanche sur les Prussiens et à récupérer l'Alsace et la Lorraine, les provinces perdues. Même la belle Pauline Duchêne ne parvient à lui extirper ces idées de la tête : il finit par s'engager comme simple soldat dans un bataillon d'Afrique.
C'est un costaud, homme de parole et de devoir, qui se révélera d'un courage et d'une abnégation sans pareils dans les conflits planétaires qui ont marqué cette époque. C'est là qu'on rejoint la citation de Romain Rolland qu'il a placée en épigraphe, ces gens humbles qui défendent les valeurs auxquelles ils croient fermement, le pays, les traditions, que Bernard Clavel aime bien au fond, déchiré qu'il est entre ces hommes qu'il respecte mais qu'il ne peut vraiment comprendre, lui l'insoumis et l'homme de cœur qui nous montre les horreurs de la guerre comme on fait une cure de désintoxication.
Promu lieutenant pendant la Grande Guerre, il en découvre l'horreur, au-delà des discours belliqueux et des utopies de gloire. Après la défaite survenue en mai 1940, Charles Lambert va commencer un autre combat, contre l'infamie et le déshonneur… Avec ce roman, Le Soleil des morts, Bernard Clavel retrace l'itinéraire d'un homme de bonne volonté qui ressemble beaucoup à son « oncle Charles », officier dans les bataillons d'Afrique, les Bat d'Af et dresse un réquisitoire contre la guerre qui broie les hommes et à propos de qui il a écrit : « Je hais la guerre, déteste les armes, mais l'histoire de ce vieux soldat m'a hanté jusqu'à ce que je me décide à la raconter. »
Il se dresse contre cette fatalité qui n'est que celle des hommes et qui voudrait que chaque nouvelle génération parte à la guerre, tuer et se faire tuer, reconquérir encore et encore l'Alsace et la Lorraine.

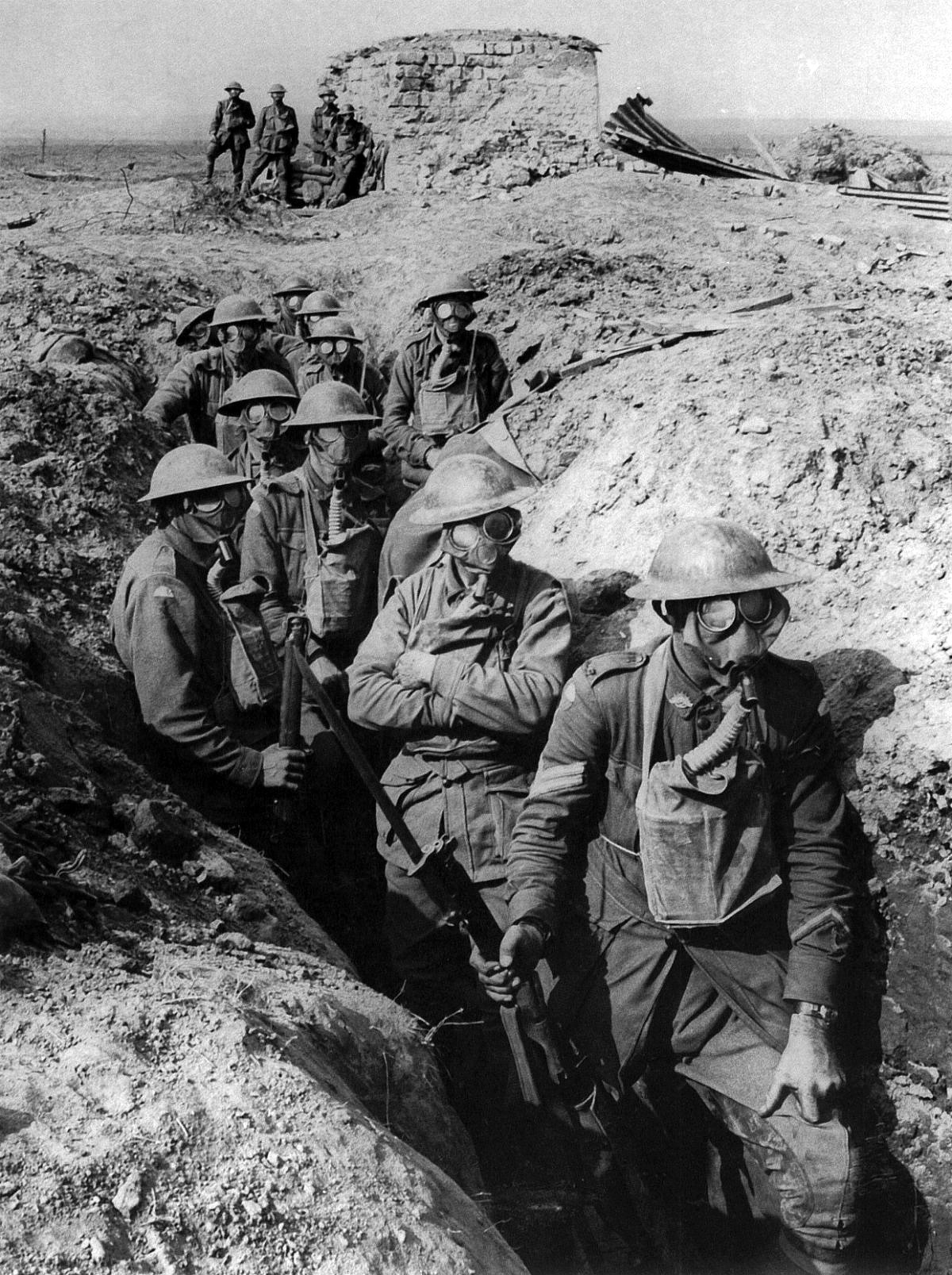
Les tranchées à Ypres en 1917
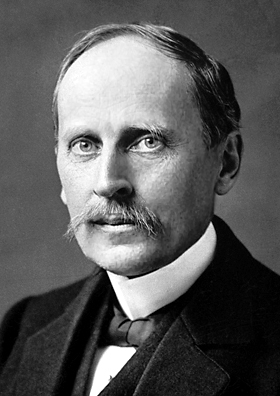
Romain Rolland : pacifiste comme Clavel
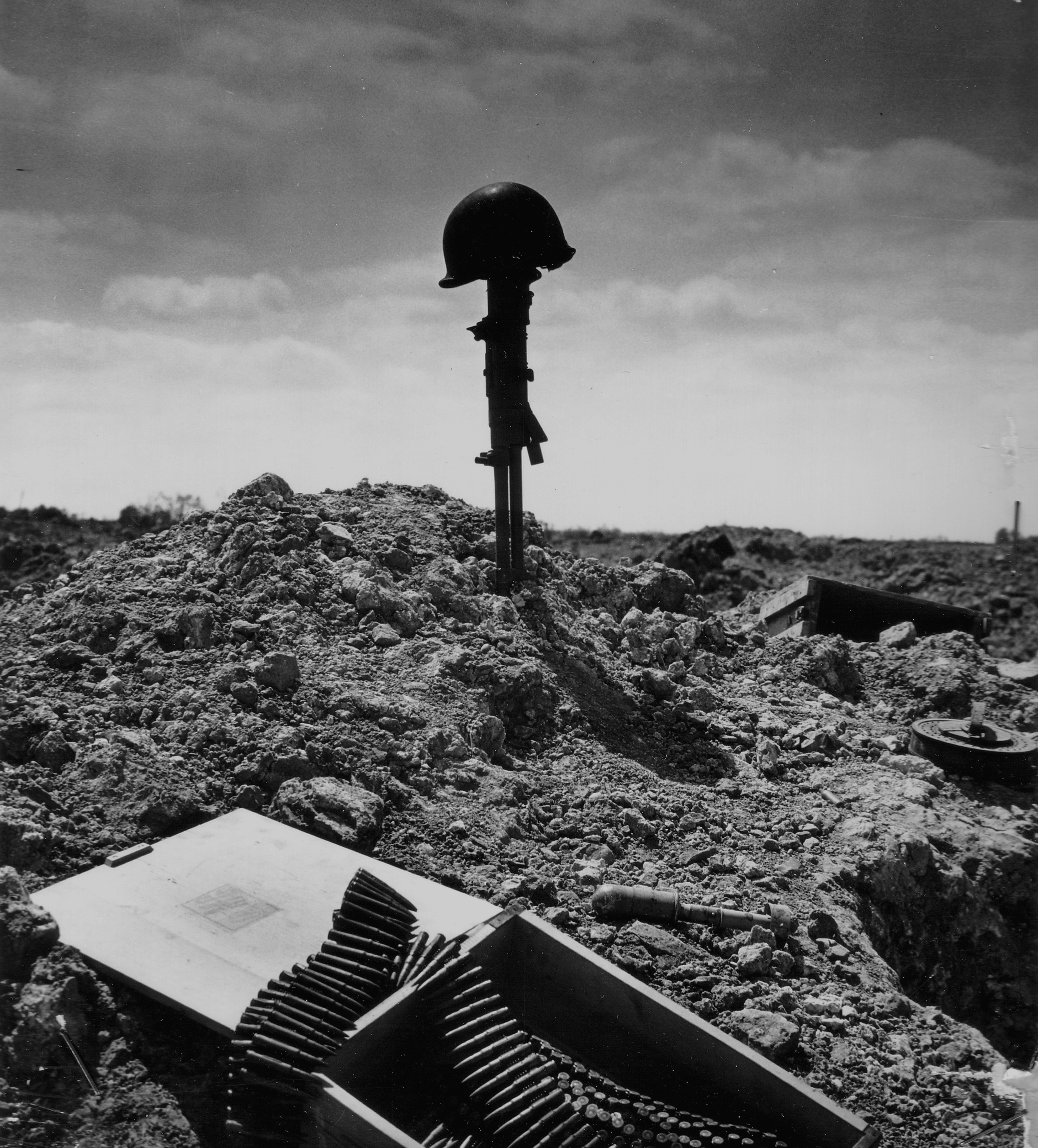
Tombe improvisée en Normandie, 1944